# الومیم
الومیم (به لاتین: Alumim) یک منطقهٔ مسکونی در اسرائیل است که در صحرای نگب واقع شده‌است.

## خصوصیات
الومیم ۴۳۰ نفر جمعیت دارد.